# Großsteingräber bei Nahrstedt
Die Großsteingräber bei Nahrstedt waren 14 megalithische Grabanlagen der jungsteinzeitlichen Tiefstichkeramikkultur bei Nahrstedt, einem Ortsteil von Stendal im Landkreis Stendal, Sachsen-Anhalt. Alle wurden im 19. Jahrhundert zerstört. Genauere Lage- und Baubeschreibungen liegen nicht vor. Von Johann Friedrich Danneil wurden sie bei seiner ersten systematischen Aufnahme der altmärkischen Großsteingräber in den 1830er und 1840er Jahren nicht erwähnt und waren möglicherweise bereits zerstört. Auch Eduard Krause und Otto Schoetensack konnten bei einer erneuten Aufnahme in den 1890er Jahren keine Überreste mehr feststellen.